# Vicegobernadores de Delaware

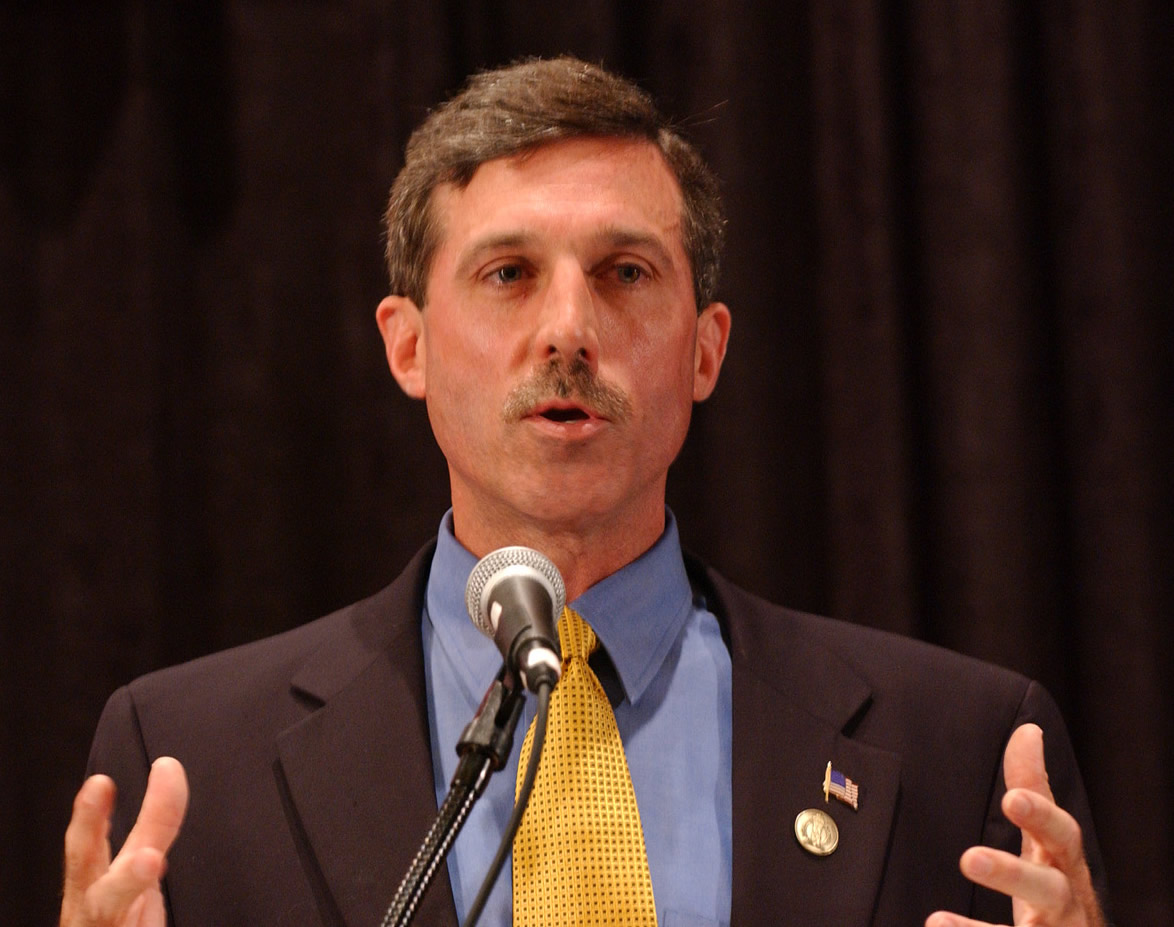
John C. Carney, Jr.

El cargo del vicegobernador de Delaware (Lieutnant Governor) existe desde la constitución del estado el año 1897. La primera elección tiene efecto 1900. El vicegobernador es el primer sucesor del gobernador si ese se retrea o periece. Además el vicegobernador es presiede el senato de Delaware. Las elecciones del gobernador y del vicegobernador se sucienden ndependiente de la otra elección. Por eso es posible que ambos son miembros de partidos políticos diferentes. 

## Lista de los vicegobernadores
| Nombre                   | Mandato     | Partido     |
| ------------------------ | ----------- | ----------- |
| Philip L. Cannon         | 1901 – 1905 | Republicano |
| Isaac T. Parker          | 1905 – 1909 | Republicano |
| John M. Mendinhall       | 1909 – 1913 | Republicano |
| Colen Ferguson           | 1913 – 1917 | Demócrato   |
| Lewis T. Eliason         | 1917 – 1921 | Demócrato   |
| J. Danforth Bush         | 1921 – 1925 | Republicano |
| James H. Anderson        | 1925 – 1929 | Republicano |
| James H. Hazel           | 1929 – 1933 | Republicano |
| Roy F. Corley            | 1933 – 1937 | Republicano |
| Edward W. Cooch          | 1937 – 1941 | Demócrato   |
| Isaac J. MacCollum       | 1941 – 1945 | Demócrato   |
| Elbert N. Carvel         | 1945 – 1949 | Demócrato   |
| Alexis I. du Pont Bayard | 1949 – 1953 | Demócrato   |
| John W. Rollins          | 1953 – 1957 | Republicano |
| David P. Buckson         | 1957 – 1960 | Republicano |
| Eugene Lammot            | 1961 – 1965 | Demócrato   |
| Sherman W. Tribbitt      | 1965 – 1969 | Demócrato   |
| Eugene Bookhammer        | 1969 – 1977 | Republicano |
| James D. McGinnis        | 1977 – 1981 | Demócrato   |
| Michael N. Castle        | 1981 – 1985 | Republicano |
| Shien Biau Woo           | 1985 – 1989 | Demócrato   |
| Dale E. Wolf             | 1989 – 1992 | Republicano |
| Ruth Ann Minner          | 1993 – 2001 | Demócrato   |
| John C. Carney, Jr.      | 2001 – 2009 | Demócrato   |
| Matthew P. Denn          | 2009 - 2015 | Demócrato   |
| Bethany Hall-Long        | seit 2017   | Demócrato   |

## Orígenes
- Biografías breves de los vicegobernadores

- Datos: Q950975
- Multimedia: Lieutenant Governors of Delaware / Q950975